# Acacia genistifolia
Acacia genistifolia é uma espécie de leguminosa do gênero Acacia, pertencente à família Fabaceae.